# 廉颇将军府
廉颇将军府是复原的景观，位于河北省邯郸市历史文化街区邯郸道（又名串城街）。建于2013年，预定2015年竣工。是为了纪念赵国将军廉颇而建的。内塑有廉颇雕像，墙壁绘有壁画负荆请罪、完璧归赵、小巷回车、秦王击缶等。
廉颇邯郸几十年，在邯郸周围留下了丰富的历史遗存。如：串城街的将相和遗址回车巷；邯郸市邯郸道内的廉颇将军府；邯郸西南的“廉颇墓”；邯郸市廉颇墓附近的廉颇祠；丛台湖水北岸的廉颇祭祀重地“七贤祠”。这些成为后人缅怀先贤，启迪心灵的珍贵古迹。